# 喜來登頂級海洋度假大飯店

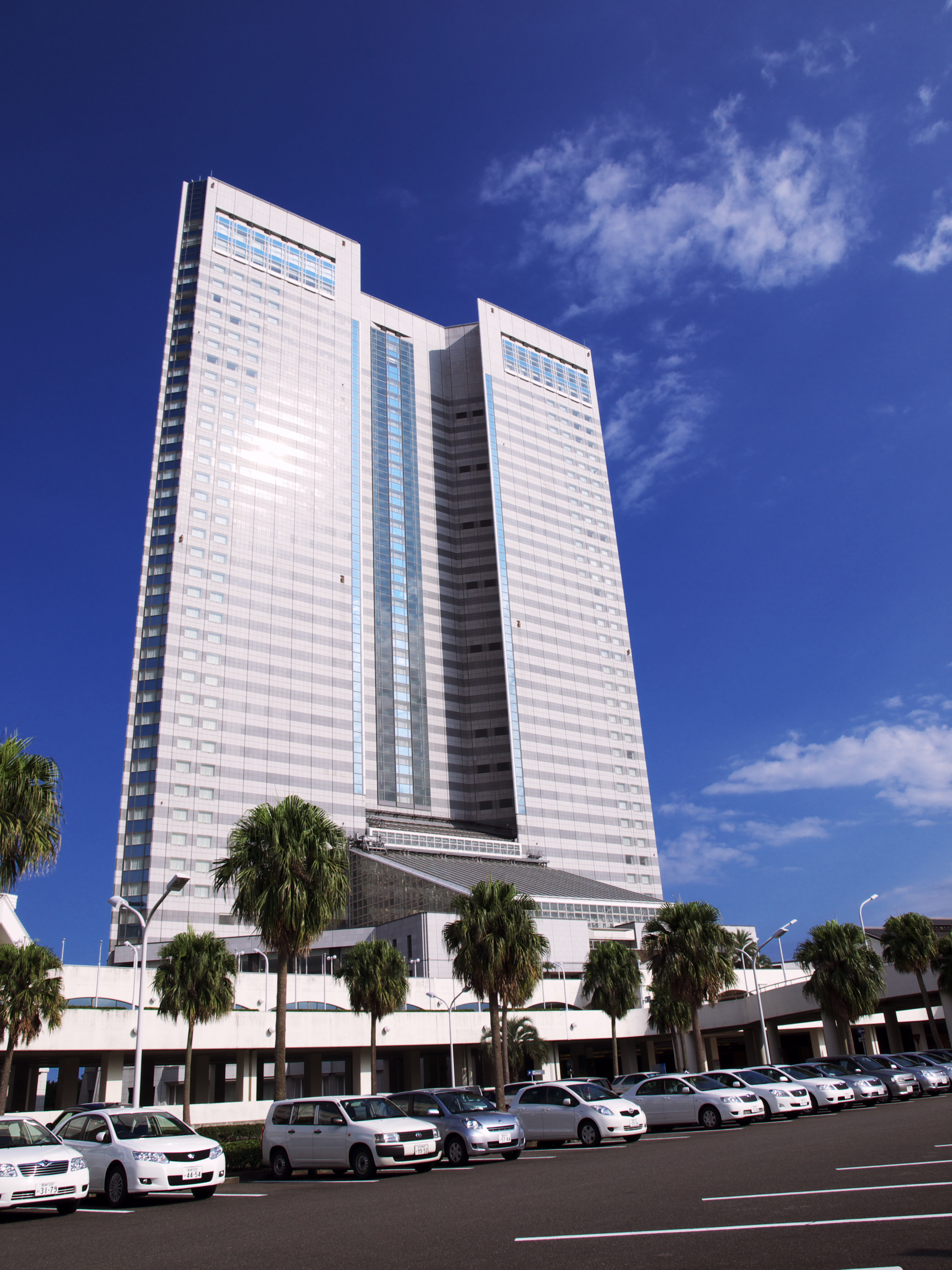
喜來登頂級海洋度假大飯店

喜來登頂級海洋度假大飯店（日语：シェラトン・グランデ・オーシャンリゾート）是日本宮崎縣宮崎市的一座度假酒店，由鳳凰度假村經營。喜來登頂級海洋度假大飯店位於喜凱亞的中央，高154米，有43層，是宮崎縣最高的建築物。喜來登頂級海洋度假大飯店即使是標準間的面積也有50平方米，共有744個房間且全部都是海景房。飯店內還有6個不同風格的餐廳。

## 外部連結
- シェラトン・グランデ・オーシャンリゾート（页面存档备份，存于）